# Ernest est dupe
Pour plus de détails, voir Fiche technique et Distribution.
Ernest est dupe (titre original : Ernest Goes to Jail) est un film américain réalisé par John R. Cherry III, sorti en 1990.
Il s'agit du troisième volet des aventures d'Ernest P. Worrell.

## Fiche technique
- Titre français : Ernest est dupe
- Titre original : Ernest Goes to Jail
- Réalisation : John R. Cherry III
- Scénario : Charlie Cohen
- Photographie : Peter Stein
- Montage : Sharyn L. Ross
- Musique : Bruce Arntson & Kirby Shelstad
- Producteurs : Martin Erlichman
- Sociétés de production : Touchstone Pictures & Silver Screen Partners III
- Société de distribution : Buena Vista Pictures Distribution
- Pays d'origine :  États-Unis
- Langue : Anglais
- Budget :  6 000 000 US $
- Format : Couleur — 35 mm — 1,85:1 — Son : Dolby Stereo
- Genre : Comédie
- Durée : 81 min
- Dates de sortie : 
  -  États-Unis : 6 avril 1990

## Distribution
- Jim Varney (VF : Jacques Balutin) : Ernest P. Worrell
- Gailard Sartain as Chuck
- Bill Byrge as Bobby
- Barbara Tyson as Charlotte Sparrow (credited as "Barbara Bush")
- Barry Scott as Rubin Bartlett
- Randall "Tex" Cobb as Lyle
- Dan Leegant as Oscar Pendlesmythe
- Charles Napier as Warden Carmichael
- Jackie Welch as Judge
- Jim Conrad as Eddie
- Emily Corbishdale as Betty McGee
- Andy Stahl as Jerry (as Andrew Stahl)
- Bob Babbitt as Washing Con
- Myke R. Mueller as Vinnie (as Myke Mueller)
- Chambers Stevens as Jury Man
- Buck Ford as Rubin's Attorney